# Asenath Nicholson
Pour les articles homonymes, voir Nicholson.
Asenath Hatch Nicholson (24 février 1792 – 15 mai 1855) était une Américaine végétalienne, observatrice sociale et une philanthrope. Elle a écrit au sujet de la Grande Faim en Irlande dans les années 1840. Elle fit des œuvres de bienfaisance pour lutter contre la Grande Famine, a distribué des bibles, de la nourriture et des vêtements.

## Biographie
Nicholson est née à Chelsea , dans le Vermont, en 1792. Sa famille était membre de l'Église congrégationaliste protestante, d'où son prénom. Elle s'est formée et est devenue une enseignante à succès dans sa ville natale avant d'épouser un homme avec qui elle a eu trois enfants, puis est allée à New York. Elle et son nouveau mari, M. Nicholson, se sont intéressés aux régimes alimentaires recommandés par Sylvester Graham. Dans les années 1840, ils ont ouvert des pensionnats qui proposaient le régime végétalien prescrit par Sylvester Graham. Parmi ses invités se trouvaient des immigrants irlandais. Elle était intriguée par leurs récits sur l'Irlande.
En mai 1844, elle quitte New York pour l'Irlande et fait le tour du pays en visitant tous les comtés sauf un. Elle a constaté que les gens manquaient de travail et qu'ils comptaient presque entièrement sur leurs récoltes de pommes de terre. Elle partit pour l'Écosse en août après avoir observé l'Irlande, juste avant le déclenchement de la famine Irlandaise.
Elle y est retournée en 1846 lors de la deuxième récolte déficitaire qui, conjuguée à un chômage élevé, provoqua une catastrophe nationale. Nicholson craignait qu'elle n'ait qu'à être témoin de la souffrance, mais elle a écrit au New-York Tribune et à The Emancipator à New York, pour organiser l'aide de leurs lecteurs. En juillet suivant, cinq barils de maïs arrivèrent de New York, bien qu'il ait noté que sur le même navire, il y avait 50 barils pour le Central Relief Committee, mais Nicholson préféra faire cavalier seul.
Elle a écrit de ses propres mains sur la Grande Famine en Irlande dans les années 1840. Elle fit des œuvres de bienfaisance contre la famine et distribua des bibles, de la nourriture et des vêtements.

## Parmi ses œuvres
- L'accueil de l'étranger en Irlande, ou une excursion à travers l'Irlande, en 1844 et 1845, dans le but d'enquêter personnellement sur la condition des pauvres (1847)[3]
- Annales de la famine en Irlande en 1847, 1848 et 1849 (1851)[4]